# Balcha dictyota
Balcha dictyota är en stekelart som beskrevs av Gibson 2005. Balcha dictyota ingår i släktet Balcha och familjen hoppglanssteklar. Inga underarter finns listade.